# Paul Denyer
Paul Charles Denyer (14 april 1972) is een Australische seriemoordenaar. Hij zit een levenslange gevangenisstraf uit in de zwaarbeveiligde HM Prison Barwon voor de moorden op Elizabeth Stevens (18), Debbie Fream (22) en Natalie Russell (17) in Victoria in 1993.
Denyer staat ook bekend als de Frankston Serial Killer vanwege het deelgebied in Victoria, waar hij in zeven weken tijd een drietal moorden pleegde. Hij verklaarde aan de politie tot zijn daden te zijn gekomen omdat hij 'vrouwen gewoon haat'.

## Arrestatie
Alle drie de slachtoffers van Denyer werden gevonden met ernstige steekwonden. Een snijwond aan zijn duim die hij opliep bij de laatste moord leidde tot zijn ontmaskering. Denyer had er geen goede verklaring voor tegenover de recherche. Het wondje bleek genetisch overeen te komen met huid die werd gevonden in de doorgesneden keel van zijn slachtoffer.

## Genderidentiteit
Denyer begon zichzelf in 2003 voor het eerst te identificeren als vrouw en noemde zichzelf Paula. Naar eigen zeggen is genderdysforie datgene wat bij hem heeft geleid tot het plegen van moorden, als wraak op vrouwen. Later schreef hij dat hij deze misdaden heeft gepleegd, niet omdat hij vrouwen ooit haatte, maar omdat hij nooit echt het gevoel had dat hij mannelijk was. Uiteindelijk gaf Denyer aan zich toch weer te identificeren als man.